# Серпент-Маунд
Серпент-Маунд, или Большой змеиный курган (англ. The (Great) Serpent Mound) — фигурный курган длиной около 440 метров и высотой в 1 метр, расположенный на плато кратера Серпент-Маунд вдоль реки Огайо-Браш-Крик в округе Адамс, штат Огайо, США.
Поскольку внутри кургана артефакты обнаружены не были, дата сооружения и принадлежность длительное время были предметом споров среди археологов. Чаще всего курган Серпент-Маунд относили к следующим индейским культурам:
- Адена (800 до н. э.— 100 н. э.),
- Хоупвелл (200 до н. э.— 500 н. э.),
- Форт-Эйншент (1000 − 1650 н. э.).

Радиоуглеродный анализ материалов, обнаруженных в 1996 г., определил датировку кургана около 1050 г. н. э. Таким образом, в настоящее время наиболее вероятной считается принадлежность кургана к культуре Форт-Эйншент.
В непосредственной близости от кургана обнаружены захоронения, относящиеся к культуре Адена (800 до н. э. — 100 н. э.), то есть совершённые примерно за 1000 лет до сооружения кургана по версии подтверждаемой радиоуглеродным методом датировки.
Миссионер Джон Хекуэлдер (John Heckewelder) записал легенду народа ленапе о загадочном народе аллегеви или таллегеви, который якобы обитал в древности на территории Огайо. Этот же народ упоминается в легендах ирокезов. Сооружение курганов иногда приписывается этому народу, хотя, кроме легенд, о нём ничего не известно.